# Croix directionnelle
 (décembre 2018).
Si vous disposez d'ouvrages ou d'articles de référence ou si vous connaissez des sites web de qualité traitant du thème abordé ici, merci de compléter l'article en donnant les références utiles à sa vérifiabilité et en les liant à la section « Notes et références ».

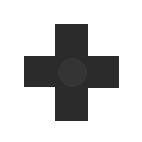
Le D-pad.

La croix directionnelle, parfois appelée manette + ou D-pad – abréviation de directional pad, est un contrôleur multidirectionnel en forme de signe plus « + », que l'on retrouve sur toutes les manettes de jeu modernes, avec un bouton sous chacune des quatre directions. Comme les premiers joysticks, la grande majorité des D-pads est numérique ; en d'autres termes, seules les directions fournies sur les boutons du D-pad peuvent être employées, sans valeurs intermédiaires. Cependant, les combinaisons de deux directions – haut et gauche par exemple, fournissent des diagonales.
Bien que les D-pads numériques offrent moins de nuances et de flexibilités que les joysticks analogiques, ils peuvent facilement être manœuvrés – exigeant seulement un petit mouvement du pouce, avec une très grande précision. Ces dernières années, des D-pads gérant différents niveaux de pression ont été développés, leur donnant un léger contrôle analogique.

## Histoire
La première apparition de la croix directionnelle date de 1982 avec la version Game and Watch de Donkey Kong. Le précurseur du D-pad est employé par la console Intellivision, sorti par Mattel Electronics en 1980. L'unique manette de l'Intellivision dispose de la première alternative au joystick sur une console de salon ; un contrôleur circulaire tenant compte de seize directions et utilisable rien qu'avec le pouce. Un autre précurseur du D-pad apparaît sur l'Entex Select-A-Game, un jeu électronique fonctionnant avec des cartouches ; il dispose de quatre boutons, « gauche », « droite », « haut » et « bas », non reliés.
Le D-pad traditionnel de Nintendo était, jusqu'en 2005, sous exploitation unique de l'entreprise japonaise. Aucun constructeur ne pouvait donc recréer une croix directionnelle identique à celle des manettes des consoles Nintendo. Les différentes firmes ont dû rivaliser d'ingéniosité pour recréer une croix avec le même niveau de détails, fonctionnant plus ou moins bien. La Xbox 360 de Microsoft a utilisé pour sa manette la croix directionnelle fraîchement sortie du copyright, différente de la croix de la manette de Xbox One.[réf. nécessaire]

## Utilisation duD-pad

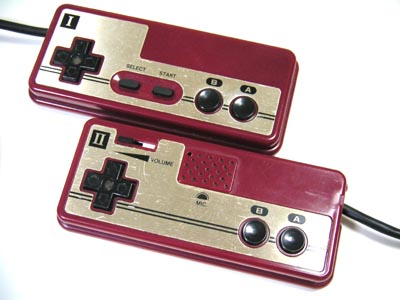
Les manettes de la Famicom.

Liste des consoles dont les manettes disposent d'un D-pad, par ordre chronologique :
- 1983 – Famicom (NES)
- 1984 – Atari 7800
- 1985 – Master System
- 1987 – PC-Engine
- 1988 – Mega Drive
- 1990 – Super Famicom (Super Nintendo)
- 1993 – 3DO
- 1993 – AmigaCD32
- 1993 – Jaguar

- 1994 – Saturn
- 1994 – PlayStation
- 1994 – PC-FX
- 1995 – Virtual Boy (deux D-pads)
- 1996 – Nintendo 64
- 1998 – Dreamcast
- 2000 – PlayStation 2
- 2001 – GameCube
- 2001 – Xbox
- 2005 – Xbox 360
- 2006 – Wii
- 2006 – PlayStation 3
- 2012 – Wii U
- 2013 – Xbox One
- 2013 – PlayStation 4

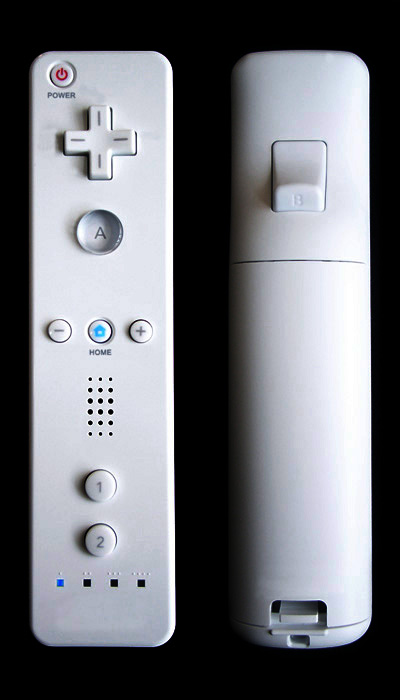
La Wiimote de la Wii.

- 2017 – Nintendo Switch (Manette Pro)

Consoles portables
- 1980 – la série des Game and Watch
- 1989 – la série des Game Boy
- 1990 – Game Gear
- 1995 – Nomad
- 2004 – la série des Nintendo DS
- 2004 – PlayStation Portable
- 2011 – la série des Nintendo 3DS
- 2012 – PlayStation Vita
- 2019 - Nintendo Switch Lite (remplace les boutons directionnels de la Switch originale)